# عيناه تشبهك (فلم)
عيناه تشبهك هو فلم كوميدي فرنسي من إخراج لوسيان جون بابيست عام 2017.

## ملخص الفلم
يرغب بول وسالي ألوكا في تبني طفل، واقترحت عليهما مؤسسة رعاية الأطفال الطفل الأبيض البشرة بنيامين ذو ال4 أشهر ، في حين أنهما أسمرا البشرة (بول من مارتينيك وسالي ذات أصول سنيغالية). بالنسبة لكلير مالي الأخصائية الاجتماعية هذا التبني ليس من مصلحة الطفل أما السيد فيدال رئيس المؤسسة فهو يعتقد أن كل شيء سيكون على ما يرام مع هذه الأسرة. يواجه بول وسالي مصاعب مع شكوك الأخصائية الاجتماعية و نظرة المجتمع بشكل عام الذي يعتقد بدوره عند رؤية سالي وبينيامين الصغير أن سالي هي المربية. أما بالنسبة لأبوي سالي فهما متمسكان بالعادات والتقاليد ويرفضان بداية الاعتراف ببنيامين كحفيد لهما. بعد ذلك تقتنع ماميتا, والدة سالي وتبدأ بالاعتناء ببنيامين عند انشغال والديه، وفي أحد الأيام توكل ماميتا مربية مقيمة بشكل غير شرعي للاعتناء ببنيامين للحظات ويتم القبض عليها من قبل الشرطة ونقل بنيامين للحضانة في مؤسسة رعاية الطفل مرة أخرى. وبعد أخذ بنيامين من أسرته لم يعد يتغذى وبقي في المستشفى. قلق بول وسالي وذهبا برفقة ماميتا وأصدقائهم إلى المستشفى ودخلوا في مشادة مع طاقم المستشفى ليسمحوا لهم بالدخول وإطعام الصغير وبعد العراك مع الموظفين نجحوا في أخذ بينيامين وقاموا بإطعامه بالطريقة المعتادة في غرفة مغلقة، وصلت بعد ذلك الشرطة لكن مؤسسة رعاية الأطفال تدخلت بعد ذلك وأدرك الجميع أن بينيامين كان في المكان المناسب مع أسرته بول وسالي.

## طاقم العمل
- لوسيان جان باتيست
- أيسي مايغا
- زابو بريتمان
- سيلفستر أموسو
- فنسنت الباز
- مريم كابا
- ميمونة جوي

## روابط خارجية
- عيناه تشبهك على موقع IMDb (الإنجليزية)
- عيناه تشبهك على موقع ألو سيني (الفرنسية)
- عيناه تشبهك على موقع فيلمافينيتي (الإسبانية)
- عيناه تشبهك على موقع قاعدة بيانات الفيلم (الإنجليزية)
- عيناه تشبهك على موقع ليتربوكسد (الإنجليزية)
- عيناه تشبهك على موقع كينوبويسك (الروسية)